# Championnat d'Australie de football 1979
Navigation
Saison précédente Saison suivante
La saison 1979 du Championnat d'Australie de football est la troisième édition du championnat de première division en Australie. 
La NSL (National Soccer League) regroupe quatorze clubs du pays au sein d'une poule unique, où ils s'affrontent deux fois au cours de la saison, à domicile et à l'extérieur. Il n'y a pas de relégation en fin de saison.
C'est le club de Marconi Fairfield qui remporte la compétition après avoir terminé en tête du classement final, avec quatre points d'avance sur Heidelberg United et six sur un duo composé du Sydney City Soccer Club et de Brisbane City FC. C'est le tout premier titre de champion de Australie de l'histoire du club.
Avant le début de la compétition, Western Suburbs SC déclare forfait et est remplacé par le club d'APIA Leichhardt Tigers FC. De plus, le club de Fitzroy United change de nom et devient le Heidelberg United, tout comme Eastern Suburbs qui est rebaptisé Sydney City Soccer Club.

## Les clubs participants
| - Sydney City Soccer Club - Marconi Fairfield - Heidelberg United - Adelaide City FC - APIA Leichhardt Tigers FC - Saint-George Saints FC - West Adelaide SC | - Footscray JUST - Brisbane Lions SC - Brisbane City FC - South Melbourne FC - Sydney Olympic FC - Canberra City FC - Newcastle KB United |

## Compétition

### Classement
Le barème utilisé pour établir le classement est le suivant :
- Victoire : 2 points
- Match nul : 1 point
- Défaite : 0 point

De plus, un bonus d'un point est accordé aux équipes remportant un match par plus de trois buts d'écart. 
| Rang | Équipe                     | Pts | J  | G  | N | P  | Bp | Bc | Diff |
| ---- | -------------------------- | --- | -- | -- | - | -- | -- | -- | ---- |
| 1    | Marconi Fairfield +4       | 40  | 26 | 15 | 6 | 5  | 58 | 32 | +26  |
| 2    | Heidelberg United +1       | 36  | 26 | 14 | 7 | 5  | 44 | 30 | +14  |
| 3    | Sydney City Soccer Club +1 | 34  | 26 | 15 | 3 | 8  | 47 | 29 | +18  |
| 4    | Brisbane City FC +1        | 34  | 26 | 14 | 5 | 7  | 38 | 30 | +8   |
| 5    | Adelaide City FCC+1        | 33  | 26 | 13 | 6 | 7  | 43 | 27 | +16  |
| 6    | Newcastle KB United +1     | 32  | 26 | 11 | 9 | 6  | 43 | 30 | +13  |
| 7    | West Adelaide SCT+1        | 25  | 26 | 10 | 4 | 12 | 28 | 31 | -3   |
| 8    | APIA Leichhardt Tigers FCP | 25  | 26 | 11 | 3 | 12 | 29 | 37 | -8   |
| 9    | Brisbane Lions SC          | 22  | 26 | 8  | 6 | 12 | 28 | 40 | -12  |
| 10   | Footscray JUST +1          | 20  | 26 | 8  | 3 | 15 | 29 | 43 | -14  |
| 11   | Saint-George Saints FC     | 20  | 26 | 7  | 6 | 13 | 27 | 43 | -16  |
| 12   | Canberra City FC           | 20  | 26 | 6  | 8 | 12 | 25 | 41 | -16  |
| 13   | Sydney Olympic FC          | 19  | 26 | 7  | 5 | 14 | 23 | 30 | -7   |
| 14   | South Melbourne FC +1      | 16  | 26 | 6  | 3 | 17 | 26 | 45 | -19  |

|  | Champion d'Australie 1979                                                                          |
|  | T: Tenant du titre C: Vainqueur de la Coupe d'Australie P: Club débutant en National Soccer League |

## Bilan de la saison
| Championnat d'Australie de football 1979                             |                               |
| Champion                                                             | Marconi Fairfield (1er titre) |
| Coupes et trophées                                                   |                               |
| Vainqueur de la Coupe d'Australie 1979                               | Adelaide City FC              |
| Promotions et relégations                                            |                               |
| Promus en Championnat d'Australie de football                        | Aucun                         |
| Relégués en Championnat d'Australie de football de deuxième division | Aucun                         |